# Funaria koelzei
Funaria koelzei là một loài Rêu trong họ Funariaceae. Loài này được E.B. Bartram mô tả khoa học đầu tiên năm 1961.